# Huichol-Sprache
Huichol [wit͡ʃoːl] oder Wixárika Niukiyari ist eine indigene Sprache im Norden Mexikos, gesprochen von der Ethnie der Huichol, die sich selbst als Wixártari (singular: Wixárika) (‘Volk’) bezeichnen. Sie gehört zum südlichen Zweig der uto-aztekischen Sprachen und ist am nächsten mit der Sprache der Cora verwandt.
Oft wird behauptet der Name Huichol leite sich von einer Fremdbezeichnung benachbarter Stämme für die Wixártari ab und bedeute ‘Heiler’, da diese bei den Stämmen allgemein als besonders gute Schamanen und wissenskundige Botaniker und Mediziner bekannt waren. Der französische Ethnologe, León Diguet, behauptete, der Name leite sich aus der Sprache der Guachichil her und bedeute „die, die Felder bebauen“. Laut einem Schamanen der Wixártari namens Yauxali bedeutet ihr Eigenname „die sich zu Ehren der Ahnen kleiden“.
Wixárika Niukiyari wird laut Volkszählung von 2010 von etwa 37.000 Menschen in der Sierra Madre Occidental, vor allem in den Bundesstaaten Jalisco und Nayarit, zum kleineren Teil auch im Südosten von Durango und Zacatecas gesprochen.